# Walas
Guillermo Cidade, más conocido como Walas (n. Buenos Aires, Argentina, 23 de julio de 1966), es un cantante y compositor de rock argentino, reconocido por ser la voz líder de la agrupación de rock alternativo y skate rock Massacre, desde 1987 hasta el presente.

## Biografía
Nació en el barrio de Almagro. Walas es hijo del matrimonio conformado por José Vicente Cidade, un reconocido músico de Misiones y Nancy Preuss. Creció en Parque Centenario, en la zona de Almagro y Caballito. Curso estudios secundarios en el Colegio Mariano Moreno desde 1979 compañero de curso con el trombonista de los Fabulosos Cadillacs Fernando Alvareda, andaba con cresta que se aplastaba con gomina y era diariamente reprendido por los preceptores por su pelo largo que superaba el cuello de la camisa. Tímido con una gran sonrisa, ya andaba en skate y mascaba parafina porque también solía surfear en la costa. Vivió en Congreso,  y Olivos
Su tío es el cantautor de música litoraleña Ramón Ayala.

## Massacre
Comenzó su carrera musical en 1986, al integrar la primera formación Massacre que armo con algunos compañeros del colegio secundario (originalmente Massacre Palestina), cuando el punk en sus diversas expresiones comenzaba a ganar la escena underground de Buenos Aires. Cultores del skate, el hardcore y el punk rock, el grupo plantó el estilo del skate rock. Con esta agrupación, ha editado un total de dieciséis trabajos discográficos. Entre sus espectáculos más destacados se encuentra la actuación en estadio Vélez Sarsfield como teloneros de Guns N' Roses.